# Entella TV
Entella TV  è una televisione locale ligure con sede a Lavagna (GE) con copertura del segnale alle province di Genova, Savona, Imperia sul canale 75.
Prende il nome dal fiume che divide Lavagna da Chiavari e che sfocia con un letto particolarmente ampio.

## Storia
Fu fondata nel febbraio 1986 da Paolo Pinat un costruttore di ripetitori TV.
Ha come slogan "Accendi Entella TV... C'è il Tigullio". Fin dagli inizi vi è un telegiornale con le notizie locali
Nel 1990, a seguito della legge Mammì, le emittenti dovevano produrre almeno 8 ore di programmazione propria, e rispettare regole in materia di pubblicità. Da allora si è sempre più concentrata sulle notizie locali anche sportive.
Per coprire anche l'entroterra, in una situazione orografica difficile Entella TV ha 40 ripetitori per una popolazione servita di 150 000 abitanti.
Ha iniziato le trasmissioni in digitale dalla postazione di Cogorno, con copertura del 60% del suo bacino, in Dvb-t.
La sede dell'emittente è nei vicoli di Lavagna in via Dante. La targa con il logo dell'emittente è fatta con la caratteristica pietra nera locale, l'ardesia, il materiale utilizzato per le lavagne.
Il rapporto tra Entella TV e il territorio è particolarmente forte in occasione della tradizionale festa della Torta dei Fieschi che si tiene ogni anno nella piazza principale di Lavagna. Per l'occasione Entella TV allestisce una lunga diretta: alcuni bar della zona mandano in onda queste immagini in diretta su maxischermo.
L'editore è Marco Pinat, figlio del fondatore Paolo precocemente scomparso negli anni novanta.